# 鶯谷

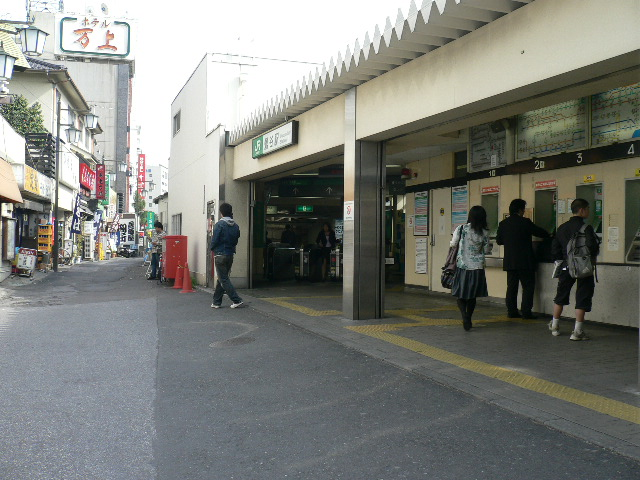
鶯谷駅北口

鶯谷（うぐいすだに）は東京都台東区の地名。東日本旅客鉄道（JR東日本）山手線・京浜東北線の鶯谷駅を中心とした地域。

## 概要
現在の行政上は「鶯谷」という地名は存在せず、1829年の『御府内備考』でも「鶯谷」という単語は見られるものの、谷の名前として登場するのみ。
駅東側にはラブホテル街があり、かつて文人が多く住んだことで知られる根岸の里がある。
根岸2丁目には子規庵、中村不折の書道博物館、ねぎし三平堂がある。西側には寛永寺・上野公園が広がり、近くには江戸の風物詩・朝顔市の入谷鬼子母神がある。
江戸時代は寛永寺領であったため、上野・根岸・根津に渡って多数の寺院が残っており、高層ビルや高層マンションが少ない。鶯谷駅からは上野公園、上野桜木なども徒歩5分ほどである。
鶯谷駅南口はエレベーター設置などの改修工事が進んでいる。南口には東京芸術大学や専門学校の学生、上野公園散策のカップル、墓参りをする人などが多く、東京キネマ倶楽部やダンスホールではアイドルなどが公演を行ったりしており、それらのファンでごった返していることも多い。

## 地名の由来
江戸時代に寛永寺の住職として、代々京都から皇族が駐在していた。その一人である公弁が、元禄年間に「江戸の鶯はなまっている」といって当時の文化人・尾形乾山に京都から鶯を運ばせて、この地域に鶯を放し、鶯の名所になったことに由来する。

## 歴史
下町の別荘地帯といわれた根岸は、江戸時代から多くの文人が住んでいた。陸奥宗光の別邸も根岸にある 。
根岸1丁目から3丁目のあたりは、明治期から昭和初期の間、正岡子規ら著名な文学人が多数住んでおり、根岸党という下谷根岸に集まった文学人のサロンもあった。
また、根岸2丁目には落語家の七代目林家正蔵一家（海老名家）の自宅がある。なお、七代正蔵の孫・九代目林家正蔵とその長男・林家たま平（七代正蔵の曾孫）を始めとする七代目正蔵の子孫（海老名）一家は現在も同地に在住している。
根岸4丁目は花街の名残として、古い料亭が残る。子規は鶯谷について「妻よりも妾の多し門涼み」の句を詠んだ。

## 治安
古くからの風俗営業の名残と反社会勢力の活動が残っている。2019年4月、警視庁は売春をする女性らからみかじめ料を集める暴力団同士の縄張り争いを摘発、暴力団組長ら3人を傷害容疑で逮捕。同年10月1日、東京都は根岸一丁目から三丁目、東日暮里五丁目、六丁目を暴力団排除条例に基づき暴力団排除特別強化地域に指定。地域内で、みかじめ料のやりとりや便宜供与などが禁止された。支払った側にも懲役または罰金の罰則規定が存在する。